# Łazy Wielkie
Łazy Wielkie (niem. Groß Lahse, 1937–1945: Groß Mittenwald) – wieś w Polsce położona w województwie dolnośląskim, w powiecie milickim, w gminie Krośnice.
| SIMC    | Nazwa                   | Rodzaj                    |
| ------- | ----------------------- | ------------------------- |
| 0876488 | Gajówka Łazy            | przysiółek wsi            |
| 0876494 | Krzyszków               | przysiółek wsi do 2024 r. |
| 0876519 | Łazy Małe pod Kubrykiem | przysiółek wsi do 2024 r. |

W latach 1975–1998 miejscowość administracyjnie należała do województwa wrocławskiego.